# Kimbra
Kimbra Johnson (Hamilton, 27 maart 1990) is een Nieuw-Zeelands singer-songwriter die vooral bekend is als Kimbra.
Haar debuutalbum Vows verscheen op 29 augustus 2011 in Nieuw-Zeeland en enkele dagen later in Australië en bereikte respectievelijk de derde en vierde plaats in de albumlijsten. In België en Nederland behaalde de samenwerking Somebody That I Used to Know met Gotye de top van de hitlijsten. In augustus 2014 verscheen haar tweede album The Golden Echo.

## Discografie

### Albums
| Album met eventuele hitnotering(en) in de Nederlandse Album Top 100 | Datum van verschijnen | Datum van binnenkomst | Hoogste positie | Aantal weken | Opmerkingen |
| ------------------------------------------------------------------- | --------------------- | --------------------- | --------------- | ------------ | ----------- |
| Vows                                                                | 01-06-2012            | 21-07-2012            | 95              | 1            |             |
| The Golden Echo                                                     | 2014                  |                       |                 |              |             |

| Album met hitnotering(en) in de Vlaamse Ultratop 200 albums | Datum van verschijnen | Datum van binnenkomst | Hoogste positie | Aantal weken | Opmerkingen |
| ----------------------------------------------------------- | --------------------- | --------------------- | --------------- | ------------ | ----------- |
| Vows                                                        | 2012                  | 28-07-2012            | 135             | 6            |             |
| The Golden Echo                                             | 2014                  |                       |                 |              |             |

### Singles
| Single met eventuele hitnotering(en) in de Nederlandse Top 40 | Datum van verschijnen | Datum van binnenkomst | Hoogste positie | Aantal weken | Opmerkingen                                         |
| ------------------------------------------------------------- | --------------------- | --------------------- | --------------- | ------------ | --------------------------------------------------- |
| Somebody that I used to know                                  | 08-08-2011            | 13-08-2011            | 1(5wk)          | 38           | met Gotye / Nr. 1 in de Single Top 100 / 3x Platina |

| Single met hitnotering(en) in de Vlaamse Ultratop 50 | Datum van verschijnen | Datum van binnenkomst | Hoogste positie | Aantal weken | Opmerkingen                                                                         |
| ---------------------------------------------------- | --------------------- | --------------------- | --------------- | ------------ | ----------------------------------------------------------------------------------- |
| Somebody that I used to know                         | 2011                  | 20-08-2011            | 1(12wk)         | 58           | met Gotye / Nr. 1 in de Radio 2 Top 30 / 2x Platina / Bestverkochte single van 2011 |
| Warrior                                              | 30-04-2012            | 02-06-2012            | tip57           | -            | met Mark Foster & A-Trak                                                            |
| Good intent                                          | 2012                  | 28-07-2012            | tip35           | -            |                                                                                     |

### NPO Radio 2 Top 2000
| Nummer met noteringen in de NPO Radio 2 Top 2000 | '11 | '12 | '13 | '14 | '15 | '16 | '17 | '18 | '19 | '20 | '21 | '22 | '23 | '24 |
| ------------------------------------------------ | --- | --- | --- | --- | --- | --- | --- | --- | --- | --- | --- | --- | --- | --- |
| Somebody That I Used to Know (met Gotye)         | 424 | 25  | 63  | 119 | 189 | 271 | 468 | 454 | 428 | 550 | 498 | 591 | 660 | 520 |

1. ↑  Een vetgedrukt getal geeft de hoogste notering aan.
2. ↑  2011 was het eerste jaar met een notering voor dit nummer.